# Нік Ф'юрі
Нік Ф'юрі або Нік Лютий (англ. Nick Fury; Ніколас Джозеф Ф'юрі, англ. Nicholas Joseph Fury) — вигаданий супергерой з коміксів американського видавництва Marvel Comics. Був створений Стеном Лі і Джеком Кірбі і вперше з'явився в коміксі Sgt. Fury and his Howling Commandos #1 в 1963 році.

## Біографія
Нік Ф'юрі — син відомого в Першу світову війну пілота Джека Ф'юрі. Після закінчення середньої школи Ф'юрі і його давній друг Ред Хегроув приєдналися до Літаючого Цирку Фінлі, що подорожує повітряним шоу. Обидва друга стали першокласними пілотами і каскадерами. Коли Літаючий Цирк Фінлі дістався до Англії в 1940 році, Ф'юрі і Хегроув вчили парашютизму лейтенанта Сема Сойєра, американського військовослужбовця британської армії. Через деякий час, коли Сойєру доручили врятувати британського шпигуна в Голландії, він переконав Ніка і Реда супроводжувати його. Їхній літак був збитий в Голландії, де вони зустрілися з цирковим силачем Тімоті Дуганов, який приєднався до їх рятувальної місії.
Зрештою всі п'ятеро благополучно повернулися в Англію. Натхнений пригодою, Дуган вступив в Британську Армію, а на початку 1941 року Ф'юрі і Хегроув повернулися в Америку і надійшли на службу армії США.
Ф'юрі і Хегроув незабаром були спрямовані на Перл-Харбор на Гаваях, де Нік швидко дослужився до сержанта. 7 Грудня 1941 року, Перл-Харбор був атакований японцями і під час бойових дій Хегроув був убитий. Коли Америка оголосила війну Осі, Сойєр, тепер уже капітан, був переведений в Рейнджери США, де він повинен був сформувати Першу Атакуючу Команду — спеціальна військовий підрозділ, яке проходило особливу підготовку.
Отримавши повну свободу в наборі членів команди, Сойєр призначив польовим командиром Ніка Ф'юрі. Іншими рекрутами стали Даган, чорний джазовий трубач Гейб Джонс, експерт з механіки Іззі Коен, актор Діно Манеллі, Дит Релстон, який відмінно крутив ласо і студент коледжу Джуніор Джуніпер. Члени загону стали почесними командос в Британській армії і отримали кодову назву «The Howling Commandos» (Шаблон:Tr-en).
Протягом майже чотирьох років Ф'юрі знаходився в команді і брав участь у багатьох бойових місій. Нік побував практично на всіх фронтах Другої світової.
Коли Джуніор був убитий в самому початку однієї з місій, його замінили ексцентричним британським військовослужбовцям по імені Стусани Пінкертон. Пізніше в групу вступив німецький перебіжчик Ерік Кеніг.
Під час вибуху ворожої гранати ліве око Ніка було серйозно пошкоджений, за що Ф'юрі отримав Пурпурове Серце, однак залишати військову службу він не збирався. Його команда зустрічалася з багатьма високопоставленими німецькими офіцерами, серед яких був і Барон Вольфганг фон Штрукер. Випадковими (або просто непостійними) союзниками групи «The Howling Commandos» були такі костюмовані шукачі пригод, як Капітан Америка, Людина-факел і Немор. У якийсь момент Ф'юрі познайомився і незабаром здружився з канадським солдатом по імені Логан, який був мутантом.
На початку війни, відокремившись від групи під час місії у Франції, Ф'юрі був серйозно поранений від вибуху міни. Виявлений французькими партизанами, Нік був доставлений до одного з лікарів, який перебував ближче всіх. Доктора звали професор Бертольд Стернберг. Не вдаючись у подробиці лікування і не сповіщаючи про них Ф'юрі, доктор не просто залікував глибокі рани, а також ввів в організм так звану «Формулу Інфініті», яка призначалася для уповільнення і навіть зупинки процесу старіння людини. Ф'юрі повернувся в свій підрозділ через тиждень, навіть не підозрюючи про тих експериментах, яким піддав його професор Стернберг.
Через деякий час після формування «The Howling Commandos» доручили знищити смертельний промінь, створений Бароном Генріхом Земо. Однак у підсумку Земо сам знищив промінь, коли з'явилася небезпека потрапляння смертоносної зброї в руки ворога. Пізніше Барон Земо став одним з головних ворогів Капітана Америки.
У середині 1942 року, в той час перебуваючи в Лондоні, Ф'юрі закохався в Леді Памелу Хоулі — британську аристократку. У липні того ж року група Ф'юрі була спрямована в Румунію і зустріла там відомого вампіра, графа Дракулу, який довів, що живить до нацистам огиду вже з тієї причини, що вони взагалі є. Як би те ні було, вампір-нацист по імені Кривавий барон спробував захопити групу Ф'юри, але його плани розпалися, коли американський військовослужбовець попередив його про те, що вампіри обернуться проти Барона. В кінці 1942 року особливий підрозділ було направлено в північну Африку, де вони стали свідками заходів, що вживаються лідером Пустельних Яструбів і його дочкою Шейлою, Капітаном Старом і т. д.
В 1943 році Ф'юрі і Даган врятували Памелу Хоулі від німецького чаклуна Віконта Кроулера, несвідомо вплутуючись в зіткнення демона Дормамму і майбутнього Верховного Чарівника Доктора Стренджа, який згодом видалив непотрібні спогади у солдатів.
«The Howling Commandos» знову зіткнулися з магією тижні потому, коли їх команда об'єдналася з злодієм-авантюристом на ім'я Жан Люк ЛеБо для того, щоб перешкодити Барону Штрукеру дістати чарівний камінь Принцеса Миті, що дозволяє подорожувати в часі.
В один з найбільш прозаїчних моментів Ф'юрі нарешті зважився зробити крок назустріч Леді Хоулі і запропонував їй вийти за нього заміж, але дівчина трагічно загинула під час чергової бомбардування Лондона, яка почалася як раз в той час, коли Памела допомагала пораненим.
Місяці потому, коли Ф'юрі знаходився вдома у заслуженій відпустці, його брат Джейк, який заздрив славі Ніка, був викрадений нацистським полковником Клау. Ніку вдалося звільнити брата, проте вибратися з ворожої території так і не зміг, потрапивши в полон замість Джейка. У свою чергу Джейк допоміг групі врятувати Ніка. Після цих подій Джейк Ф'юрі був зарахований в армію, проте незабаром він пошкодував про зроблений вибір і ще більше зненавидів Ніка.
У якийсь момент нацистський натхненник по імені Червоний Череп проник на базу Ф'юрі з допомогою вдалого маскування, але в кінцевому підсумку його плани були зірвані. У квітні 1944 року, загін «The Howling Commandos» і їх тимчасові союзники, Капітан Америка і Баки вступили в боротьбу з Черепом, щоб врятувати американського промисловця. Тижні «The Howling Commandos» переслідували Барона Штрукера до німецької села Гренштадта, де вони виявили, що Барон очолює нацистську Команду СС, яка буквально вирізає мирне населення. Переповнені гнівом і відразою, «The Howling Commandos» вбили всіх солдатів Штрукера до останньої людини, однак самому нацистському барону вдалося втекти.
Ф'юрі не знав тоді, що Штрукер знищив Гренштадт лише для того, щоб приховати виявлену неподалік частина Гнобианс — інопланетян, які володіють значною кількістю передових технологій. Після масових вбивств Штрукер подумки зв'язався з лідером Гнобианс, щоб отримати унікальні знання позаземної цивілізації, в той час як Гнобианс дізналися про його лукаву характер.
6 червня 1944, більше відомого під назвою « День Д, загін Ф'юрі були в числі союзницької армії, яка визволяла Францію від нацистських загарбників. У жовтні вони об'єдналися з Капітаном Америкою і Баки для того, щоб протистояти новим загрозам і допомогти Верховному Чарівникові Древньому, в боротьбі проти альянсу між Дормамму і Червоним Черепом. В цей раз спогади про Дормамму також були видалені з пам'яті Ф'юрі і його колег.
Повертаючись на поля битв більш традиційної війни, Ф'юрі і Капітан Америка знищили один з бойових біохімічних таборів Черепа, звільнивши при цьому з полону Майкла Крамера та інших ув'язнених.
У 1945 році, загін „The Howling Commandos“ знову зіткнувся з нечистю, коли столітній чаклун Алгернон Кроу створив солдатів-зомбі для нацистських загарбників. „The Howling Commandos“ вступили в бій з зомбі і після своєї перемоги порахували, що Кроу загинув.
Коли війна нарешті завершилася в серпні 1945 року, Ф'юрі повів „The Howling Commandos“ на європейську зачистку, в ході якої вони вишукували уцілілих бойовиків. Саме в цей період „The Howling Commandos“ прикрили „лавочку смерті“, якою була наукова лабораторія Натаніеля Ессекса, також відомого як Містер Злидень. Ф'юрі був переведений на Окінаву, Японія, щоб провести такі ж зачистки. Інші члени команди „The Howling Commandos“ повернулися до цивільного життя.
Незабаром після війни Ф'юрі був завербований ОСС на постійну службу. Працюючи з агентами британської МІ-5, він був посланий за Полковником Ішії — відщепенцем японської науки, який володів розробками біологічної зброї. Ф'юрі вдалося захопити Ишию, проте він став єдиним уцілілим в цій місії.
У 1946 році Ф'юрі у віці шістдесяти років чекав на свою смерть з хвилини на хвилину, через наслідки впливу Формули Вічності професора Стренберга. Чекаючи цього року, Стренберг тут же відправив Ніку Ф'юрі вдосконалений варіант препарату, і Ф'юрі негайно ввів його собі, повертаючи тим самим свою молодість.
Як би те ні було, ефект нової формули діяв лише один рік і по закінченню цього терміну Стренберг став вимагати у Нього гроші за постійні поставки сироватки. Не впізнаючи місцезнаходження професора, Ф'юрі підготував необхідну суму і без зайвих розмов викупив формулу на кілька десятиліть вперед.
У 1947 році ОСС був розформований і Ф'юрі поступив на службу у військовій розвідці. В кінцевому підсумку він став свідком війни в Кореї в 1950 році, коли виникла необхідність, Нік знову створив „The Howling Commandos“, яким доручили спеціальну місію, в ході якої треба було підірвати ракетну базу в тилу ворога. По завершенні цієї місії Ф'юрі був підвищений у званні до другого лейтенанта і незабаром був переведений в Центральне розвідувальне управління. У цій якості він очолював підрозділ, відомий як група „Валькірія“, аж до закінчення війни в 1953 році.
У період з кінця 50-х і початку 60-х Ф'юрі працював з супер-командою під назвою „Перша Лінія“, і був вражений їх лідером, Янкі Кліпером.
До 1963 року Ф'юрі вже був полковником ЦРУ, і стояв на чолі програми, що включає в себе бойовиків з телепатичними здібностями, одна з яких, Тереза Беллвеза, було вбито в ході операції під назвою „Проект: Про особу“.
Доля програми Ф'юрі невідома, але до 1967 році він брав активну участь у війні у В'єтнамі, де він знову сформував особливий підрозділ „The Howling Commandos“. Роки опісля він пройшов підготовку в військах спеціального призначення „Зелені берети“. Потім він продовжив підготовку до „Чорних Беретах“ в 1973 році. Мало що відомо про те періоді, протягом якого Ф'юрі працював на ЦРУ, однак можна з упевненістю сказати, що він часто працював зі своїм товаришем часів Другої світової війни, якого звали Логан — у той час він працював на канадську розвідку. Таланти Ф'юрі в розробці тактики і стратегій здобули йому безліч недругів, в числі яких знаходиться і смертоносний інтелект Спука.
На початку 1980-х років Ф'юрі разом з реорганізованої „Першою Лінією“ сприяв боротьбі проти підземних загарбників. Після своєї доповіді Нік був рекомендований проект Щ.И.Т., урядову організацію. Пізніше Ф'юрі таємно подався в Макао для розслідування справи Амбер-Алексіс, яка займалася шпигунством і контрабандою зброї через мережу своїх казино. Ф'юрі завів роман з Д Алексіс, щоб заручитися її довірою і довідатися подробиці справи. У підсумку Нік дізнався про романтичні стосунки Амбер з його братом Джейком, який в той час був дослідником в біофізиці. У підсумку Ф'юрі взяв Д Алексіс під варту, ніж перетворив давню образу Джейка в справжню ненависть.
Кілька років потому Ф'юрі знову сформував „The Howling Commandos“, принаймні для однієї місії з Беном Гриммом. За той же період часу Нік працював з двома блискучими вченими, Рідом Річардсом і Тоні Старком. Ф'юрі не знав, що вони обидва були залучені в Щ.И.Т., а Джейк Ф'юрі незабаром став працювати на Старка.
В останні роки, незабаром після дебюту Фантастичної Четвірки, Нік Ф'юрі допомагав команді героїв у боротьбі проти підривника Хейт-Монгера. Протягом цієї місії Ф'юрі було доручено розслідування справи про шпигунство в Старк Індастріз, в той час як Нік був сповіщений про те, що Старк сам брав участь у підрозділі міжнародного шпигунства, відомого як Щ.И.Т., чий директор, Полковник Рік Стонер, нещодавно був убитий високотехнологічної терористичним угрупуванням Гідра. Ф'юрі був розчарований результатами розслідування, так як шпигуном виявився його брат Джейк, який перейшов на бік Гідри.
Під час конфронтації зі своїм братом Ф'юрі отримав кулю в ліве око, що посилило стару травму, яка залишилася з першої війни. Незважаючи на те, що його діяльність була викрита, Джейк зумів втекти, а Нік, чий очей тепер не підлягав відновленню, став носити чорну пов'язку. Незабаром після цієї історії, Ф'юрі був спрямований на місію до Росії, де він знову був в одній команді з Логаном, який на той момент був канадським супер-агентом на прізвисько Росомаха.
Повернувшись в Америку, за рекомендаціями Старка, Ф'юрі був запрошений на начальницький пост в Щ.И.Т., який терпів нові напади від Гідри. Ф'юрі сумнівався у своїх здібностях, але все ж погодився на нову роль, при цьому взявши на роботу Дум-Дум Дугана, який став другим у команді, а також Гейба Джонсона і Еріка Кенинга. Ф'юрі направив Щ.И.Т. проти Гідри, AIM, Друїда та інших терористів. Щоб не ризикувати зайвий раз життями своїх працівників, Ф'юрі часто діяв сам, таким чином залишаючись польовим агентом.
Правою рукою Ніка був чоловік на ім'я Джаспер Ситвелл, лояльний адміністратор, чия прихильність до дотримання правил дратувала Ф'юрі навіть незважаючи на те, що всі вони ґрунтувалися на його власних словах.
Під час ранніх зіткнень з Гідрою Ф'юрі закохався в Лауру Браун — дочка передбачуваного лідера терористичної організації. Коли голова був убитий, Ф'юрі вважає, що Гідра доживає свої останні дні, проте це виявилося помилкою. Замість однієї відрізаної руки в будь-який момент була готова зрости інша. Коли відносини з Лаурою завершилися, Ф'юрі закрутив роман з агентом Контесса Валентина де Фонтейн.
Через місяці після приєднання до Щ.И.Т. Ф'юрі знову зустрівся зі своїм старим бойовим товаришем, Капітаном Америкою. За іронією долі Ф'юрі зіткнувся з ще одним своїм давнім знайомим. Стало відомо, що Гідру, створену в останні дні Другої світової війни, таємно очолював не хто інший, як Барон Штрукер. Він разом зі своєю організацією шантажував світ можливим вибухом бомби. Ф'юрі дізнався розташування бомб і основної бази Барона, що дозволило Щ.И.Т. накрити острів, на якому знаходилася база, куполом. По всій видимості, Штрукер і його люди загинули від власної зброї.
Після цього Ф'юрі ледь не зійшов з розуму, ставши пішаком у грі диктатора Латверии, Доктора Дума, і його роботом-опонентом. В ході гри, сталося зіткнення Щ.И.Т. з роботом.
Інші вороги з'явилися, коли Джейк Ф'юрі, уповноважений загадковим Ключем Зодіаку, напав на Щ.И.Т. в якості лиходія на ім'я Скорпіо. Викритий, Скорпіо вступив в сутичку з Ніком Ф'юрі. У цій битві Нік здобув перемогу, фактично убивши Скорпіо, однак свідомість лиходія вижило в андроїдному тілі. Після фінальної битви, Ф'юрі хотів піти у відпустку, проте звістка про вбивство професора Стернберга завадило його планам. Вбивцею вченого був злочинець на ім'я Сталевий Харріс, який намагався продовжити справу професора і шантажувати Ф'юрі з метою отримання грошей за формулу. Але в цей раз Нік не пішов на угоду і з допомогою де ла Фонтейн здолав Сталевого Харріса, забравши секретну формулу і використавши її для себе.
В якості директора Щ.И.Т. Ф'юрі боровся з різними ворогами Нью-Йорка, які володіли суперздатності, роблячи свою роботу разом з супергероями, з багатьма з яких Нік мав непогані відносини. Коли Істота і Месники організували плаваючий покер, Ф'юрі став постійним учасником, при цьому відновивши дружбу з Росомахою, який тепер був членом команди Люди Ікс. Незважаючи на свою повагу до супергероям і навіть дружбу, Ф'юрі визнавав їх потенційну загрозу, і Щ.И.Т. формує декілька стратегічних планів на випадок непередбачених обставин, пов'язаних з поведінкою надлюдей.
Протягом багатьох років Ф'юрі доводилося знаходити компроміс між своїми прямими обов'язками і дружніми відносинами, що не завжди закінчувалося задоволенням його результатом.
Незабаром Ф'юрі став турбуватися також і про корупцію в організації, що привело його до роботи з екс-агентом Пересмішником для розкриття кількох кримінальних історій.
Метою Ф'юрі стала організація „Вересень“, яка атакувала повітряну базу Щ.И.Т., повалила уряд невеликий латиноамериканської країни, напала на Нього і його людей в Єгипті. Угруповання була помічена в Гонконзі, де Нік викрив їх лідера, чиє справжнє ім'я було Жовтий Кіготь.

### Таємне вторгнення
На початку Таємного Вторгнення» (англ. Secret Invasion) Нік Ф'юрі на роки покидає Щ.И.Т., так як знає про лихо, що насувається. З'ясовується, що одна з основних цілей Імперії Скруллов — захопити Ніка Ф'юрі.
Скрулли незабаром відправляють двійника Валентини Алегро де Фонтейн тільки для того, щоб вбити Ніка. Ф'юрі рятується, сховавшись в безпечному місці, і попереджає заступника директора Щ.И.Т.'а Марію Хілл про навислу загрозу і просить не довіряти нікому. Нік використовує свою подругу Дейзі Джонсон, щоб зібрати команду суперлюдей, що володіють здібностями, яких вони могли б натренувати для того, щоб дати відсіч вторгнення. Після старанних тренувань протягом декількох місяців, вони дізнаються про початок вторгнення скруллов. Нік Ф'юрі відправляє свою команду, щоб врятувати кількох активних героїв і зібрати їх в своєму притулку для перегрупування. В цей час Нік використовує Дедпула для того, щоб отримати інформацію про королеву скруллов, і цю інформацію несвідомо перехоплює Норман Озборн. Потім вони об'єдналися з іншими героями в Центральному парку для вирішальної битви зі скруллами. Коли його старі друзі Дум-Дум Дуган і Валентина де фонтейн виходять з космічного корабля скруллов разом із звільненими героями, Нік Ф'юрі просто телепортується невідомо куди, не сказавши ні слова.

## Інші версії

### MC2
В альтернативній реальності, відомої як всесвіт MC2, Нік Ф'юрі живий і здоровий і раніше працює на Щ.И.Т.

### Ultimate
В Ultimate-всесвіту Нік Ф'юрі — афроамериканець. При першій появі персонаж мав окремої зовнішністю (худорляву статуру, наявність волосся на голові і т. д.), потім його стали малювати схожим на Семюеля Л. Джексона. Коли актор дізнався про це, то обговорив це з Marvel Comics і дозволив компанії продовжити використання свого образу. Це було однією з причин, чому Джексона запросили на роль Ф'юрі в фільмах Кінематографічної всесвіту Marvel.
За його словами він сирота, але мати ще жива, він закінчив коледж із ступенем бакалавра в Індії менше десяти років тому і особисто вніс свій внесок до закінчення Холодної Війни. Його статус «герой війни» вважають незаперечним. Також сам Нік заявив, що був готовий померти з 18 років, але що сталося і як це вплинуло на її життя, залишається таємницею.
Роки потому Ф'юрі почав працювати в тісній співпраці зі шпигуном Клінтом Бартоном (Соколине Око), разом вони посприяли зростанню Щ.И.Т., міжнародної організації по забезпеченню безпеки. Проте керівництво організації відійшло до командира Ніка, генералу Россу. Ф'юрі взяв участь у Війні в Затоці, де втратив око і від смерті його врятував мутант Росомаха. Коли нове відродження американської програми суперсолдат не принесло результатів протягом шести років, Ф'юрі порекомендував, щоб програма була продовжена приватними підприємствами, які повинні були запропонувати конкурентні пропозиції для розвитку необхідних технологій і процедур. У конкурсі за урядовий контракт взяли участь такі компанії, як Озкорп Нормана Озборна і Хаммер Індастріз Джастіна Хаммера, експериментуючи і наділяючи силами бажані і не бажані об'єкти. Тим часом і сам Щ.И.Т. розробляв технологію, яка наділить силою деяких агентів, відомих як Алтимейтс. Так Ф'юрі виявився винен безпосередньо і опосередковано через раптове збільшення кількості надлюдей-немутантов. Ф'юрі особисто припинив всі зв'язки Щ.И.Т.'а і етично, яка скомпрометувала себе Озкорп, заробивши ненависть Озборна, який незабаром перетворив себе в Зеленого Гобліна.
У той же час Нік пішов на істотний ризик, щоб звільнити Росомаху з-під впливу Зброї Ікс, підрозділу підконтрольного Щ.И.Т. і що характерно, це було в той же період, що і поява розбіжностей між Маґнето і професором Чарльзом Ксавьером. Невідомо, чи планував Ф'юрі подальше втручання Росомахи в конфлікт двох лідерів мутантів чи ні. Крім цього Ф'юрі брав участь у різних сумнівних сотрудничествах з пошуку передової технології, на кшталт угоди з Латверией, які повинні були викрасти технологію Залізного Людини.
Незабаром Ф'юрі (вже полковник) був відправлений в Делі, щоб розслідувати передбачувані порушення міжнародних договорів про заборону ядерних випробувань на сверхлюдях. Він виявив головний проект, що містить спробу доступу до мутантским ДНК, але був схоплений. По дорозі до Непалу, де повинні були продати таємниці, які знав Нік Ф'юрі був врятований Людьми Ікс, які крім їх волі виконували вказівки Зброї Ікс. Пізніше, слідуючи повідомлення на автовідповідачі, скинутій Росомахою, Ф'юрі очолив вторгнення Щ.И.Т.'а на базу Зброї Ікс, закривши всі негуманні операції, і особисто стратив лідера Зброї Ікс Джона Райта. Під час операції Нік встановив мирні відносини з Людьми Ікс і рекрутував Ртуть і Багряну Відьму, лідерів Братства Мутантів, на посаду таємних агентів.
Коли генерал Росс залишив посаду керівника Щ.И.Т.'а, Ф'юрі, який отримав звання генерала, зайняв його місце. Однією з перших ініціатив на посаді було створення спеціальної групи мутантів-стажистів, серед яких була Карма, контролює розум інших людей. Також у спецпідрозділі виявився і старий друг Ніка, Соколине Око, і колишня шпигунка КДБ Чорна Вдова, особисто завербована Ф'юрі. Вперше за кілька років програма суперсолдата отримала безпрецедентне фінансування, завдяки Ніку Ф'юрі, який було використано на формування команди Алтимейтс, суміші мутантів, видозмінених людей і високих технологій. В команду увійшов і нещодавно повернувся Капітан Америка, а базою став високотехнологічний Тріскеліон. Алтимейтс зіткнулися з безліччю особистих конфліктів і суперечок, особливо пов'язаних з проектом, перетворив Брюса Баннера в монстра Галка. Руйнівна лють Галка була зупинена Алтимейтс, хоча Щ.И.Т.'у і вдалося приховати справжню особу Галка від суспільства. Незважаючи на це, створення команди виявилося якраз вчасно для того, щоб врятувати світ від інопланетних загарбником Читаури (завдяки частково керованого Галку). Це забезпечило команді місце в серцях людей всього світу.
Тим часом знавіснілий Норман Озборн став шантажувати молодого Пітера Паркера (Людина-павук), щоб той допоміг йому знищити Ф'юрі. Очікуючи такого, Нік відкрився Паркеру, змусивши його повірити собі і пообіцявши будь-яку допомогу. Після того, як Людина-павук допоміг перемогти Озборна, Ф'юрі уклав Озборна в спеціалізовану в'язницю, куди незабаром приєдналися нові надлюдські ув'язнені, які зазнали поразки від рук юного супергероя. Визнавши власну роль в експериментах, що змінили ув'язнених, Ф'юрі планував приділити їм свою увагу, але був відвернений поверненням Маґнето, якого вважали мертвим. Коли Маґнето і його Братство мутантів напали на Бруклінський міст, убивши сотні людей, Ф'юрі відправив Алтимейтс проти Братства та причетних до появи Маґнето Людей Ікс, в той час як сам очолив службу безпеки президента, створивши нову систему захисту. Зрештою Люди Ікс перемогли Маґнето, і Ф'юрі, пам'ятаючи про свій обов'язок, вжив заходів, щоб вони потрапили під федеральну юрисдикцію як спеціальної одиниці з підтримання миру. Однак незабаром Ф'юрі дізнався, що з Людьми Ікс буде більше проблем, ніж він припускав, списані агенти Зброї Ікс, найняті таємної урядової групуванням за повалення президента, відкрили полювання на Росомаху, а переслідували їх Люди Ікс мимоволі розкрили пошуки продажних агентів Щ.И.Т.'а.
Все це час Озборн утримувався у в'язниці Трискелиона разом з Доктором Восьминогом, Пісочним Людиною, Електро і Крейвеном-мисливцем. Ф'юрі мав намір їх тримати, поки не вивчить їх таємниці і не знайде спосіб, що знижує їх суспільну небезпеку. Однак під проводом Озборна ув'язненим вдалося втекти, після чого вони звернулися за викупом до Президента, в обмін обіцяючи, що не притягнуть його до негарних справ Ф'юрі, про яких Президент був в курсі. Нік об'єднав сили Алтимейтс і Людини-павука, перемігши Озборна, але перемога не завадила Ф'юрі усвідомити власну роль у поразці, що трапилося раніше.
Ф'юрі підірвав довіру до себе, коли звернувся з проханням до Росомасі, щоб той убив підлітка-мутанта, чиї здібності випадково вбили ціле місто, все це Нік зробив для запобігання можливої неконтрольованої антимутантской істерії. Довіра до Ніку і Людям Ікс було підірвано, і Президент погодився створити громадську зв'язок зі школою Емми Фрост. Однак це призвело до активації антимутантских бунтівників і вони використовували Вартою, щоб напасти на Президентську прес-конференцію. Людям Ікс вдалося знищити Вартою, і агент Карма розкрила змовників, повернувши довіру до Людей Ікс і Ф'юрі.
Коли Землю вразив потужний псионический сигнал лиха, який призвів до масових самогубств, Ф'юрі і частина команди Алтимейтс вистежили сигнал до російської бази в Тунгусці. Команда виявила, що інопланетний андроїд Віжн, посланий на Землю сторіччям раніше, попередив людство про прихід руйнівної сили Га Лак Туса. Ф'юрі доручив Вижна одного з фахівців, Сему Вілсону. Факт попередження Вижна присвоїли собі росіяни, намагаються використовувати у своєму експерименті суперсолдата канібалізм, це не сховалося від Ніка, який почав звинувачувати себе в подіях, які він привів у рух. Тим часом Ф'юрі почав здавати позиції, зв'язок з Людьми Ікс ослабла, Людина-павук став потенційною загрозою, ніж союзником. Робота Ніка була ускладнена і появою інопланетян Крии (включаючи Капітана Марвела), що розмістили спостерігачів, щоб зафіксувати смертельні муки Землі від Га Лак Туса. Відкриття зв'язку Алтимейтс з Галком і божевілля Тора завдали серйозного удару по репутації команди. Їх зростаюча міжнародна діяльність змусила розцінювати деяких Ніка Ф'юрі як зброю, готову розпалити надлюдську світову війну. Щоб усунути потенційний джокер, Ф'юрі підлаштовує власне вбивство містером Никсом, можливо, самим небезпечним політичним убивцею на Землі. Під час спроби замаху Ф'юрі вбиває Никса.
Однак невдоволення командою Алтимейтс зростає і нарешті проривається в нападі на США команди Визволителів. Загарбникам вдається знешкодити Алтимейтс і інших героїв, але зрештою їм вдається звільнитися і команда Визволителі виявляється переможена і практично винищена. Під час битви Нік втрачає праву руку. Відносини Ф'юрі і Пітера Паркера все сильніше загострюються, втручання Ф'юрі і Щ.И.Т.'а в справи Пітера починає все більше злити останнього, однак в результаті Нік відмовляється від планів позбавлення Пітера його здібностей. Однак і про співпрацю з Фантастичною Четвіркою глава Щ.И.Т.'а не забуває, але в результаті його втручання в несанкціонований експеримент Ріда Річардса Нік стає частковим винуватцем практично повного знищення Супримверс (сусідній всесвіту). Сквадрон Супрім, команда надлюдей, приходять, щоб забрати Ріда, звинуваченого в злочині, після їх відходу Ф'юрі очолює героїв і вони вирушають, щоб звільнити Містера Фантастика, однак у Ф'юрі свої плани — пошук досліджень і нових знань. Для цього він вступив у змову з Доктором Думом, крім того, в якості страховки Нік взяв з собою Галка. Лише спільними зусиллями Алтимейтс, Людей Ікс, Фантастичної Четвірки і двох Сквадрон Супримов вдається знешкодити Галка, однак Дум виявляється Думботом. Щоб зупинити боротьбу Алтимейтс погоджуються залишити Ніка Ф'юрі в Супримверсе.
З невідомих причин Ф'юрі вдається уникнути страти в Супримверсе і він повертається на Землю під час Ультиматуму. Врятувавши світ, Ф'юрі повертається в Щ.И.Т., де збирає команду «чорного спецназу» — Месників, що складаються з исправившихся злочинців. Месники спеціалізуються на секретних операціях, занадто «брудних» для Алтимейтс. Після афери з сироваткою суперсолдата на нього починають полювати Альтимейтс. Між його командою чорного спецназу і Алтимейтс відбувається битва, в якій перемагає команда Капітана Америки. При спробі Кепа остаточно знешкодити Ф'юрі, Каратель робить постріл, спрямований на Капітана, але Людина-павук закриває його своїм тілом і тим самим рятує від кулі і дає шанс Ніку сховатися. На даний момент комікс продовжує випускатися.
Завдяки використанню спеціальної сироватки «Інфініті» Ніка Ф'юрі уповільнений процес старіння. Він також чудовий тактик, майстер бойових мистецтв, стрілок і атлет. Вся його одяг забезпечена камерами і пристроями спостереження, гарантуючи те, що його місцезнаходження завжди може бути обчислено (хоча не завжди). Раніше у Ніка був доступ до озброєння Щ.И.Т.'а, включаючи технологію маскування, робить власника невидимим, і пристрій, що дозволяє літати.

## Поза коміксів

### Мультсеріали
- Нік Ф'юрі з'явився в якості спеціального гостя в мультсеріалі «Залізна людина» (епізоди 14, 17, 21 та 22), де був озвучений Філіпом Ебботтом.
- Ф'юрі з'являвся в кількох серіях «Людини-павука», озвучений Філіпом Ебботтом, а пізніше й Джеком Ейнджелом. Він бере участь в епізодах День Хамелеона, Кіт і Чорна Кішка. Також з'являється в сюжеті «Шість забутих воїнів», що складається з шести частин.
- Персонаж з'являється у серіях Втеча в часі. Частина 1 і Старі солдати мультсеріалу «Люди Ікс» 1992 року.
- Герой неодноразово згадується у мультсеріалі «Неймовірний Галк».
- У «Непереможній Людині-павук» Ф'юрі з'являється в першому епізоді. Озвучений Марком Ґіббоном
- Ніколас присутній у мультсеріалі «Люди Ікс: Еволюція», де озвучений Джимом Бернсем. З'являється він у серіях Операція «Відродження», День відновлення, Х-23, Мішень X, Повстання і Вознесіння.
- Ф'юрі з'являється в серії Росомаха проти Галка мультсеріалу «Росомаха і Люди Ікс». Озвучений Алексом Десертом. Тут його пов'язка на правому оці, а не лівому, як у інших творах.
- Персонаж є постійним у мультсеріалі «Залізна людина: Пригоди в броні». Озвучений Діном Редманом.
- Ф'юрі з'являється в «Загоні супергероїв», де озвучений Кевіном Майклом Річардсоном.
- Алекс Десерт знову озвучив Ніка Ф'юрі в мультсеріалі «Месники: Могутні герої Землі».
- Чі МакБрайд озвучив Ultimate-версію Ф'юрі в «Людині-павук: Щоденник супергероя». Пізніше Макбрайд повторив цю роль в мультсеріалах «Месники, загальний збір!», «Галк і агенти У. Д.А. Р.», мультфільмах «Фінеас і Ферб: Місія Marvel» і «Lego Marvel Super Heroes: Maximum Overload».

### Мультфільми
- Андре Уер озвучив Ніка Ф'юрі в мультфільмах «Ultimate Avengers» і «Ultimate Avengers 2»[3].
- Герой з'явився у аніме-фільмі «Залізна людина: Повстання Техновора». Джон Ерік Бентлі озвучив його в англійській версії, а Хідеакі Тезука у японській.[4]

### Серіали
- Нік Ф'юрі з'явився (у якості камео) в двох серіях першого сезону серіалу «Агенти Щ. И. Т.». Неодноразово у серіалі і згадувалось його ім'я.

### Фільми
- Девід Гассельгофф зіграв роль Ніка у телефільмі 1998 року «Нік Ф'юрі: Агент Щ.И.Т.»[en].
- Перша поява Семюела Ліроя Джексона в ролі Ніка Ф'юрі відбулася у фільмі «Залізна людина» (2008). У сцені після титрів він представляється Старку як директор Щ.И.Т. і пропонує обговорити Ініціативу «Месники». Однією з причин, чому Джексона запросили на цю роль було те, що в Ultimate-коміксах художники малювали Ф'юрі схожим на Семюела Л. Джексона. Актор дізнався про це і, обговоривши це з Marvel Comics, дозволив компанії продовжити використання свого образу.[2]
- У вступних титрах фільму «Неймовірний Галк» (2008) можна побачити документ з ім'ям Ніка Ф'юрі.
- У фільмі «Залізна людина 2» (2010) він має більш значиму роль. Він дає Старку знеболювальне, потім кейс з документами його батька. В кінці фільму він говорить Тоні, що той потрібен тільки в якості консультанта у рамках Ініціативи «Месники».
- У фільмі «Тор» (2011) він з'являється після титрів, де показує Еріку Селвіґу кейс з Тессерактом.
- У фільмі «Перший месник» (2011) його поява припадає на самий кінець фільму. Нік на Тайм-Сквер говорить Стіву Роджерсу, що той пробув у комі останні 70 років.
- Грав важливу роль в фільмі «Месники» (2012).
- У фільмі «Перший месник: Друга війна» (2014) Джексон повторив цю роль.
- У фільмі «Месники: Ера Альтрона» (2015) Джексон повернувся до цієї ролі.
- У фільмі «Месники: Війна нескінченності» (2018) Джексон знову повторив роль Ф'юрі в сцені після титрів. Перед тим як зникнути разом з половиною інших землян він встигає подати сигнал Капітану Марвел.
- Джексон також повернувся до ролі цього героя у фільмах «Капітан Марвел» і «Людина-павук: Далеко від дому» (2019).

### Відеоігри
- Ф'юрі був персонажем другого гравця у аркадній грі The Punisher.
- Герой є неіграбельним у відеогрі 2005 року The Punisher.
- Андре Уер озвучив його у Fantastic Four 2005 року, що є адаптацією однойменного фільму.
- Ніколас Ф'юрі з'явився у X-Men Legends II: Rise of Apocalypse, де був озвучений Харі Пайтоном.
- Дейв Фенной озвучив персонажа у відеогрі Ultimate Spider-Man.
- З'являється у Marvel: Ultimate Alliance, де був озвучений Скоттом МакДональдом. Він представлений у кількох варіаціях — два костюми на основі оригінального всесвіту Marvel і на основі версії Ultimate Marvel. Стає іграбельним після першого проходження гри.
- Марк Ґрау озвучив Ніка у відеогрі Spider-Man: Friend or Foe, де герой не є іграбельним. Він підказує і допомагає гравцеві перед початком кожного рівня.
- Нік Ф'юрі з'являється у версіях для PSP і PS2 гри Spider-Man: Web of Shadows.
- Девід Кей озвучив його у Marvel: Ultimate Alliance 2.
- Ф'юрі з'являється у Iron Man 2 (відеогра-адаптація фільму «Залізна людина 2»). Був озвучений Семюелом Л. Джексоном з додатковим діалогом від Джона Еріка Бентлі.
- Ніка згадує Людина-павук у Spider-Man: Shattered Dimensions, коли Карнаж атакує вертоліт Щ. И. Т. Повноцінно він з'являється, коли викликає Людину-павука на Трискеліон, де через експерименти з залишками Карнажа почався хаос.
- Персонаж з'являється у кінцівці Багряної Гадюки у відеогрі Marvel vs. Capcom 3: Fate of Two Worlds, де пропонує їй роботу в Щ.И.Т.
- Дві версії героя є іграбельними персонажами у відеогрі Marvel Super Hero Squad Online. Перша заснована на його появі у мультсеріалі «Загін супергероїв» (на основі якого і зроблена ця гра), а друга на образі із фільмів у виконанні Семюела Л. Джексона.
- Ф'юрі з'являється як неіграбельний персонаж у Facebook-грі Marvel: Avengers Alliance.
- Джон Ерік Бентлі озвучив його у Lego Marvel Super Heroes. У версії для Nintendo DS з'являється оригінальна версія, названа «Нік Ф'юрі-старший».
- Кіт Девід озвучував Ніка Ф'юрі в Marvel Heroes. Неіграбельний.
- Ніколас є неіграбельним героєм у Marvel Avengers Alliance Tactics.
- Нік Ф'юрі в озвученні Семюела Л. Джексона виступає іграбельним персонажем у відеогрі Disney Infinity: Marvel Super Heroes (2.0 Edition).
- Є іграбельним у Marvel Puzzle Quest.
- З'являється у Spider-Man: Unlimited, а пізніше стає доступним як іграбельний герой. Озвучений Джоном Еріком Бентлі.
- Іграбельний персонаж у мобільній грі Marvel: Future Fight.
- Нік — іграбельний герой у Marvel: Mighty Heroes.
- Нік Ф'юрі є іграбельним персонажем у Disney Infinity 3.0, де Семюел Л. Джексон озвучив свою роль.
- Кріс Джерман озвучив його у Lego Marvel Super Heroes 2.

### Театр
- Нік Ф'юрі з'являється у виставах Marvel Universe: LIVE!.

### Романи
- Є головним героєм роману «Nick Fury, Agent of S.H.I.E.L.D.: Empyre».
- Нік з'являється у романах-адаптаціях серій коміксів «Громадянська війна» і «Смерть Капітана Америка».

### Пародії
- Пародії на Ніка Ф'юрі фігурували в мультсеріалах «Тік», «Брати Вентура» і «Робоцип» (озвучив Дональд Фейсон).

## Критика і відгуки
У травні 2011 року, Нік Ф'юрі зайняв 33 місце в списку 100 кращих героїв коміксів за версією IGN.